# Обара Юріа
Обара Юріа (яп. 小原 由梨愛; нар. 4 вересня 1990) — японська футболістка. Вона грала за збірну Японії.

## Клубна кар'єра
У 2009 році дебютувала в «Альбірекс Ніїґата».

## Кар'єра в збірній
У червні 2014 року, її викликали до національної збірної Японії на чемпіонат Азії 2014. На цьому турнірі, 18 травня, вона дебютувала в збірній у поєдинку проти Йорданії.

## Статистика виступів
| Збірна Японії | Збірна Японії | Збірна Японії |
| Рік           | Матчі         | Голи          |
| ------------- | ------------- | ------------- |
| 2014          | 1             | 0             |
| Загалом       | 1             | 0             |